# پی‌جی ۱۱۵۹–۰۳۵
پی‌جی ۱۱۵۹–۰۳۵ یک ستاره است که در صورت فلکی دوشیزه قرار دارد.